# هماشاه سلطان (همسر ابراهیم یکم)
هماشاه سلطان با نام کامل تلی خاصگی هماشاه سلطان، (تولد ۱۶۳۰ قفقاز – مرگ ۱۶۷۲ ادرنه) همسر عقدی و رسمی سلطان ابراهیم یکم و آخرین خاصگی سلطان او بود. او آخرین زنی بود که به عقد سلطان عثمانی درآمد. او اصالتی چرکس داشت و در سال ۱۶۴۷ سلطان در مراسمی با شکوه با او ازدواج کرد. بعد از ازدواج خراج مصر به او تعلق گرفت و مقامش از تمامی زنان دربار عثمانی به جز والده کوسم سلطان بالاتر رفت.